# Kazreti
Kazreti (Georgisch: კაზრეთი) is een mijnbouwplaats in het zuiden van Georgië met 5.522 inwoners (2024), gelegen in de gemeente Bolnisi (regio Kvemo Kartli). Kazreti is gesitueerd op ongeveer 680 meter boven zeeniveau op de rechteroever van de rivier Masjavera en bevindt zich hemelsbreed ongeveer 50 kilometer ten zuidwesten van de hoofdstad Tbilisi.

## Geschiedenis
Kazreti en omgeving wordt al sinds prehistorische tijden bewoond. Talloze archeologische vondsten met een leeftijd tot aan de steentijd hebben dit aangetoond. Historisch onderzoek in Georgië heeft tevens aangetoond dat er al duizenden jaren goud wordt gewonnen in het gebied. Dit is ook tevens de bron van bestaan van de moderne nederzetting Kazreti.
In 1965 werd Kazreti gepromoveerd naar een 'nederzetting met stedelijk karakter' (დაბა, daba), vanwege het industriële belang. In 1972 begon de mijnbouw voor de winning van goud en koper. Kazreti ontwikkelde zich tot een van de belangrijkste mijnbouwplaatsen in Georgië naast Tsjiatoera en Tkiboeli en vrijwel iedereen die er woont, werkt in de mijnen.
In de Georgische sovjetrepubliek stond Kazreti algemeen bekend als een kosmopolitisch dorp, bewoond door arbeiders uit de verschillende sovjetrepublieken. Na het uiteenvallen van de Sovjet-Unie zijn de meeste arbeiders terug gemigreerd naar hun landen van herkomst, en heeft de meerderheid van de inwoners van de stad een Georgische afkomst. De gemeenschap in Kazreti heeft weinig interactie met de buitenwereld.

### Arbeidsomstandigheden
Er zijn in Kazreti regelmatig milieu- en arbeidsprotesten. In 2014 waren er tal van protesten en hongerstakingen in verband met de arbeidsomstandigheden in de mijnen, die door het Russische RMG worden geëxploiteerd. Maar ook zorgen om het milieu en de archeologische locaties bij de mijn waren aanleiding voor protest.

## Demografie
Begin 2024 telde de Kazreti 5.522 inwoners, een stijging van bijna 28% ten opzichte van de volkstelling van 2014. De bevolking van Kazreti bestond in 2014 in meerderheid uit Georgiërs (88,2%), gevolgd door Azerbeidzjanen (7,8%) en Armeniërs (2,3%). Verder woonden er enkele tientallen Russen en Pontische Grieken.
| Aantal                                                                  | - | 2.538 | 5.921 | 9.124 | 7.272 | 4.340 | 5.447 | 5.522 |
| Verantwoording data: Bevolkingsstatistiek Georgië 1870 tot heden. Noot: |   |       |       |       |       |       |       |       |

## Vervoer
De belangrijkste doorgaande weg langs Kazreti is de Georgische route van internationaal belang S6 (E117), een secundaire verbinding vanaf Tbilisi naar de Georgisch - Armeense grensovergang Goegoeti - Gogovan in de gemeente Dmanisi. 
Kazreti is het eindpunt van de lijn Marneoeli - Bolnisi - Kazreti, maar deze is niet meer in gebruik voor passagiersvervoer. De spoorlijn is nog wel voor de mijn in gebruik.